# Chrysendeton imitabilis
Chrysendeton imitabilis là một loài bướm đêm trong họ Crambidae.